# Hagure yūsha no estetica
Hagure yūsha no estetica (はぐれ勇者の鬼畜美学?, Hagure yūsha no esutetika) è una serie di light novel giapponese realizzata da Tetsuto Uesu. Nel 2012 la serie è stata adattata in un manga ed in una serie televisiva anime.

## Trama
La storia segue una organizzazione internazionale chiamata Babel che protegge i giovani che provengono da altri mondi. Un eroe ribelle di nome Akatsuki è tornato al mondo reale da un mondo magico chiamato Alazzard (アレイザード?, Areizādo), insieme ad una bellissima ragazza, figlia del demoniaco re di quel mondo.

## Personaggi

### Classe B
Akatsuki Ousawa (鳳沢 暁月?, Ōsawa Akatsuki)
Doppiato da: Nobuhiko Okamoto
Akatsuki è il protagonista maschile della storia, noto con il titolo di "Eroe furfante". È un giovane ragazzo alto dai capelli sempre disordinati e gli occhi blu. Spesso indossa l'uniforme di Babel oppure degli abiti sportivi; mentre ad Alazzard veste un'armatura di cuoio senza maniche in stile medievale. Dopo aver ucciso il Signore Oscuro, ovvero il re dei demoni, diventa l'eroe di Alazzard. Il Signore Oscuro, prima di morire, gli affida la figlia Miu, così Akatsuki decide di tornare sulla Terra con la ragazza per proteggerla. Come altri rimpatriati, Akatsuki frequenta la scuola di Babel assieme a Miu, e per garantire una maggiore incolumità di quest'ultima, l'eroe le dice di fingere di essere la sua sorella perduta da tempo (in realtà la vera sorella di Akatsuki è morta da molto tempo). È un ragazzo molto rilassato e mostra in alcuni casi di essere quasi arrogante (sebbene sia sempre per un buon fine), mostrando di avere una gran fiducia nelle proprie capacità; nonostante abbia una personalità spesso rozza e perversa, nelle situazioni più serie dimostra di essere nobile e di buon cuore. In classe sembra non mostrare molta attenzione alle lezioni, ma compensa a livello pratico dove si rivela discretamente bravo. A differenza della maggior parte degli studenti di Babel, non può usare la magia, in quanto non ha mai imparato a raccogliere alcuna magia mentre si trovava ad Alazzard. Tuttavia è un maestro del Renkankei-kikō, una capacità che permette di controllare il suo ki (flusso di energia), quello degli altri e quello dell'ambiente circostante. Ha imparato a fare sfoggio di questo potere mentre si trovava ad Alazzard e nell'anime afferma di aver scelto di imparare ad utilizzare questo potere preferendolo alla magia classica. Nella serie viene però spiegato che la natura completa di questo potere non è stata ancora rivelata da nessun personaggio.
Come tutti gli studenti che frequentano Babel, anche Akatsuki indossa gli Arms Device (o semplicemente "AD"), ovvero dei braccialetti che vengono dati agli studenti durante i loro allenamenti. Quest'ultimi si conformano ai poteri dell'utilizzatore permettendogli di trasformare l'energia nell'arma più adatta alle loro capacità. Inizialmente l'eroe non riuscì a generare nessun AD in quanto gli era stato assegnato solamente un braccialetto e questo non si era rivelato sufficiente a liberare le sue reali capacità. Dopo aver indossato un altro AD preso in prestito da un suo compagno di studi, il ragazzo riuscì finalmente e rilasciare una parte del suo potere, da quel momento ha continuato a indossare ben sette AD riuscendo finalmente a materializzare un'enorme e insolita spada bidimensionale chiamata "Laevateinn", la quale è dotata di un potere immenso. Successivamente viene spiegato che i sette AD sono il numero minimo necessario affinché l'arma possa manifestarsi con successo, se vengono indossati utilizzati altri braccialetti, la spada cambia forma e diventa ancora più potente. Dopo aver scoperto questa nuova abilità, Akastuki decide di adottarla frequentemente in battaglia per poter fronteggiare al meglio i suoi avversari. Durante il corso degli eventi riuscirà anche a controllare "Sleipnir", una magica motocicletta supersonica che un tempo veniva guidata da sua madre.
Miu Ousawa (鳳沢 美兎?, Ōsawa Myū)
Doppiata da: Yōko Hikasa
Miu è la protagonista femminile della storia. È la figlia del Signore Oscuro, viene riportata da Akatsuki nel mondo reale per soddisfare l'ultimo desiderio del padre, il quale gli aveva chiesto di prendersi cura della ragazza. Miu è una ragazza bella, dolce e innocente di 16 anni, ha gli occhi verde e i capelli rosi, solitamente raccolti con due code. È una giovane prosperosa di altezza media; una gag ricorrente nel corso della serie è la sua difficoltà di trovare dei vestiti abbastanza grandi da adattarsi al suo petto. Si finge la sorellina minore sparita da tempo di Akatsuki per celare la sua reale identità e si affida a quest'ultimo come sua guida. Inizialmente non si trova a suo agio con il ragazzo, dato che questi ha ucciso suo padre, ma allo stesso tempo gli è grata per averla salvata dai nemici di Alazzard e per aver deciso di prendersi cura di lei nel mondo reale. Poco a poco inizia ad accettare Akatsuki nel suo ruolo di eroe furfante e si affeziona sempre di più a lui finendo per innamorarsi. Miu vanta di un alto livello di abilità magiche, dato che è in grado di generare lo Shield Magic senza alcuno sforzo e può usare più incantesimi di diversi elementi naturali contemporaneamente e in rapida successione. Sembra preferire la magia di tipo Aria, poiché la maggior parte dei cerchi magici che evoca sono di colore verde. L'arma AD che materializza Miu è uno scettro appuntito chiamato Holy Tin, che però ha sempre utilizzato per difendersi anziché per attaccare.
Kuzuha Doumoto (桐元 葛葉?, Dōmoto Kuzuha)
Doppiata da: Kana Hanazawa
Kuzuha è una giovane ragazza dai capelli turchesi e gli occhi azzurri. È considerevolmente più bassa degli altri studenti in quanto molto più giovane, difatti venne inizialmente iscritta al ramo della scuola elementare di Babel prima di essere trasferita a quello delle superiori per via della sua notevole intelligenza fuori dal comune. È la rappresentante di classe della classe B e prende molto seriamente il suo lavoro nonostante la sua giovane età. Sebbene all'inizio non sia innamorata di Akatsuki, comincia ad avvicinarsi sempre più al ragazzo dopo che questi l'ha aiutata a recuperare il suo spirito d'iniziativa dopo un incontro avvenuto con il consiglio studentesco, questo evento ha fatto sì che la Kuzuha sviluppasse una piccola cotta per il giovane eroe. Akatsuki la prende spesso in giro per la sua bassa statura, sebbene mai in modo malizioso. È una cara amica di Miu, così come la maggior parte delle ragazze presenti nella storia. Il suo elemento è la Terra e la sua arma AD è un martello gigante.
Chikage Izumi (五泉 千影?, Izumi Chikage)
Doppiata da: Kana Ueda
Chikage è una compagna di classe di Akatsuki e Miu. È una ragazza maschiaccio e amichevole, ha i capelli corti castani e gli occhi ambrati. Diventa subito amica di Miu. È lesbica e lo ammette spudoratamente, anche se sviluppa una leggera "simpatia" per Akatsuki. Il suo elemento è l'Acqua e la sua arma AD è un lungo arco.
Kenya Onizuka (鬼塚 剣哉?, Onizuka Kenya)
Doppiato da: Hideo Ishikawa
Kenya è uno studente problematico che è stato portato dalla classe B alla classe A. Non va d'accordo con gli altri studenti e tende a maltrattarli. Il primo giorno di scuola Akatsuki si siede al suo posto e questo porta una lite tra i due dove il secondo però ne esce vincitore sconfiggendolo. In seguito partecipata al torneo di Babel e qui affronta coraggiosamente il suo rivale. Il suo elemento è il Fuoco e le sue armi AD sono due paia di chakram.

### Classe A
Kaido Motoharu (海堂 元春?, Motoharu Kaidō)
Doppiato da: Atsushi Abe
Kaido è uno studente rilassato e piantagrane che si dichiara "il rimanente" della classe A. Nonostante abbia parlato con Akatsuki solo poche volte, dichiara di essere il migliore amico di quest'ultimo chiamandolo "Akki". È implicito che sappia tutto ciò che gli succeda per ulteriori motivi, dato che sembra avere a che fare con l'organizzazione nota con il nome di Scarlet Twilight. Sempre essere molto potente, ma si è sempre astenuto dal confrontarsi con Akatsuki, che crede non abbia ancora rivelato la sua vera forza.

### Consiglio studentesco
Kyoya Hikami (氷神 京也?, Hikami Kyōya)
Doppiato da: Takahiro Sakurai
Kyoya è il presidente del consiglio studentesco. Ha i capelli argentati e gli occhi azzurri. Membro del COCOON, solitamente ha un sorriso manipolativo sul viso e un'espressione fredda negli occhi. È calmo e raccolto nei confronti delle provocazioni lanciate da Akatsuki per farlo combattere contro di lui, tuttavia sembra essere interessato a quest'ultimo. Nella storia viene implicato che Kyoka sia dotato di un potere pari a quello di Akatsuki. Il suo elemento è il Ghiaccio e la sua arma AD non è stata ancora vista.
Haruka Nanase (七瀬 遥?, Nanase Haruka)
Doppiata da: Marina Inoue
Haruka è la vicepresidente del consiglio studentesco, ha i capelli lunghi e verdi e gli occhi sono dello stesso colore. Prende inizialmente in antipatia Akatsuki per il suo comportamento non conforme al regolamento scolastico. Questa sua avversione si intensifica divenendo così un profondo risentimento dopo che questi l'ha umiliata rubandole le mutandine e il reggiseno mentre veniva disciplinato dal consiglio studentesco. Si riferisce spesso ad Akatsuki come un "lupo" assieme ad altri nomi di predatori, ma con il tempo sembrerà sviluppare una cotta per il ragazzo dopo aver visto degli spiragli dell'animo nobile che nasconde sotto la sua maschera da tipo duro (come ad esempio quando viene salvato un ostaggio da un attentato terroristico). Il suo elemento è il Vento e le sue armi AD solo due coltelli a spinta (simili agli Eskimo Ulu).
Ryohei Uesaki (上崎 遼平?, Uesaki Ryōhei)
Doppiato da: Satoshi Hino
Ryohei è il segretario del consiglio studentesco, ha i capelli corti di colore castano. Il suo elemento è il Fuoco e la sua arma AD è un Dao (spada cinese). Nell'episodio 8 dell'anime, viene mostrato brevemente su una scogliera con un dao nella mano destra mentre nella sinistra gli sporge un'altra elsa, facendo intendere che probabilmente sia in possesso di un paio di dao.
Minami Aihara (哀原 美奈巳?, Aihara Minami)
Doppiata da: Ayana Taketatsu
Minami è il tesoriere del consiglio studentesco, ha lunghi capelli castani e gli occhi del medesimo colore. È una ragazza calma, che dice quello che pensa solo quando è necessario. Il suo elemento è la Terra e la sua arma AD è una particolare catena a testa singola nota come Liuxing Chui (Meteor Hammer).

### Alazzard
Listy El Da Sherfied (リスティ・エル・ダ・シェルフィード?, Risuti Eru Da Sherufīdo)
Doppiata da: Rina Satō
Listy è la principessa di Sylphid, un paese di Alazzard, il cui fratello è morto proteggendo Akatsuki. Dopo la morte del Signore Oscuro, tenta di impedire ad Akatsuki di tornare a casa, ignara del suo giuramento di proteggere Miu. Sembra anche avere una sorta di affetto verso Akatsuki.
Leon Aceperio (レオン・エスペリオ?, Reon Esuperio)
Leon era un eroe di Alazzard, nonché fidanzato di Listy. Fu ucciso da Galious mentre lo combatteva al fianco di Akatsuki e per onorarlo venne ricostruita una splendida tomba. Tuttavia quest'ultima venne distrutta da Phil per via del risentimento che provava in quanto il popolo stava onorando qualcuno che aveva fallito.

### Altri
Phil Burnett (フィル・バーネット?, Firu Bānetto)
Doppiato da: Noriaki Sugiyama
Un santo cavaliere dell'esercito disdiano. Gli viene ordinato di catturare Miu e restituirla ad Alazzard per l'esecuzione e di uccidere Akatsuki se questi dovesse interferire. Phil ha stretto un contratto con Zahhaku, un subdolo drago di Alazzard, e lo usa per attaccare chiunque si trovi sul suo cammino, specialmente Akatsuki. La sua arma è in grado di avvelenare il nemico, e solitamente causa la morte istantanea. Phil è inoltre colui che ha distrutto la tomba di Leon per il risentimento nei suoi confronti della gloria di quest'ultimo.

## Media

### Light novel
La serie di light novel, scritta da Tetsuto Uesu e illustrata da Tamago no Kimi, è stata pubblicata dal 1º maggio 2010 al 28 febbraio 2013 da Hobby Japan sotto l'etichetta HJ Bunko.

#### Volumi
| Nº | Titolo italiano (traduzione letterale) Giapponese 「Kanji」 - Rōmaji | Data di prima pubblicazione              | Data di prima pubblicazione |
| Nº | Titolo italiano (traduzione letterale) Giapponese 「Kanji」 - Rōmaji | Giapponese                               |                             |
| 1  | L'eroe diabolico è tornato da un altro mondo! 「鬼畜な勇者が異世界から帰ってきた！」 - Kichikuna yūsha ga isekai kara kaettekita! | 1º maggio 2010 ISBN 978-4-7986-0042-0    |                             |
| 1  | Capitoli (traduzioni letterali dei titoli) - Prologo. Addio mondo parallelo - Capitolo 1. Ciao realtà - Capitolo 2. La furia giovanile del fannullone dalla testa calda - Capitolo 3. Legami di acqua santa - Capitolo 4. La sagoma di un eroe - Epilogo - Postfazione |                                          |                             |
| 2  | Un nuovo assassino per un eroe diabolico! 「鬼畜な勇者に新たな刺客!!」 - Kichikuna yūsha ni aratana shikaku!! | 31 luglio 2010 ISBN 978-4-7986-0104-5    |                             |
| 2  | Capitoli (traduzioni letterali dei titoli) - Prologo. Non ti dimenticherò mai - Capitoli 1-4 - Epilogo - Postfazione |                                          |                             |
| 3  | L'eroe randagio VS vero eroe! 「はぐれ勇者VS新・勇者！」 - Hagure yūsha VS shin yūsha! | 1º novembre 2010 ISBN 978-4-7986-0138-0  |                             |
| 3  | Capitoli (traduzioni letterali dei titoli) - Prologo. Fomentare i segni degli artigli maligni - Capitoli 1-3 - Epilogo - Postfazione |                                          |                             |
| 4  | L'eroe randagio, Akitsuki può salvare di nuovo Alazzard!? 「はぐれ勇者・暁月は再びアレイザードを救うことができるのか!?」 - Hagure yūsha Akatsuki wa futatabi Areizādo o sukuu koto ga dekiru no ka!? | 1º febbraio 2011 ISBN 978-4-7986-0180-9  |                             |
| 4  | Capitoli (traduzioni letterali dei titoli) - Prologo. Il segnale della fine della pace - Capitolo 1. Un viaggio in un mondo alternativo confortevole e piacevole - Capitolo 2. Superare l'idea di pace - Capitolo 3. L'immutabile verità - Capitolo 4. Non ti concederò assolutamente - Epilogo. Decisione rispettiva - Postfazione                                            |                                          |                             |
| 5  | Qual è la vera intenzione di Akatsuki di diventare un diavolo? 「魔王と化した暁月の真意とは？」 - Maō to-ka shita Akatsuki no shin'i to wa? | 28 aprile 2011 ISBN 978-4-7986-0225-7    |                             |
| 5  | Capitoli (traduzioni letterali dei titoli) - Prologo: Speriamo che sia l'obiettivo di tutti - Capitolo 1. All'interno del destino inevitabile - Capitolo 2. Una guerra in cui un eroe non esiste - Capitolo 3. Aprire la porta alla verità - Capitolo 4. Le fanciulle fanno la loro mossa - Capitolo 5. Volevo solo dirtelo - Epilogo. Preparativi per il futuro - Postfazione |                                          |                             |
| 6  | Il mondo reale è ancora più caldo!! 「現実世界はさらに熱いぜ!!」 - Genjitsu sekai wa sarani atsui ze!! | 29 luglio 2011 ISBN 978-4-7986-0264-6    |                             |
| 6  | Capitoli (traduzioni letterali dei titoli) - Prologo. La compagnia del primo mattino - Capitolo 1. La vacanza della giovane ragazza - Capitolo 2. Malinconia di un cane selvatico solitario - Capitolo 3. Il treno espresso della gioventù a tarda notte - Epilogo. L'alba prima della tempesta - Postfazione                                                                  |                                          |                             |
| 7  | Babel intrigante vorticoso. Cosa c'è al centro? 「陰謀渦巻くバベル。その中心にいるのは？」 - Inbō uzumaku Baberu. Sono chūshin ni iru no wa? | 30 novembre 2011 ISBN 978-4-7986-0321-6  |                             |
| 7  | Capitoli (traduzioni letterali dei titoli) - Prologo. Il futuro non può essere evitato - Capitolo 1. Il festival notturno delle ragazze - Capitolo 2. Crocevia di idee - Capitolo 3. Sono ancora rivolto in avanti - Capitolo 4. Realizzare il punto della caduta - Epilogo. La verità nell'oscurità - Postfazione                                                             |                                          |                             |
| 8  | Battaglia e battaglia! "L'arco di Kyoya" è al suo apice! 「バトル＆バトル！ 『京也編』最高潮！」 - Batoru & Batoru! “Kyōya-hen” saikōchō! | 29 febbraio 2012 ISBN 978-4-7986-0359-9  |                             |
| 8  | Capitoli (traduzioni letterali dei titoli) - Prologo. Presagio dell'imminente conflitto e del caos - Capitolo 1. I pensieri dell'altra parte - Capitolo 2. Il dominio del crepuscolo - Capitolo 3. Perché... - Capitolo 4. Chi ha creduto in te più di chiunque altro? - Epilogo. Il punto di partenza della tragedia - Postfazione                                            |                                          |                             |
| 9  | Finalmente "l'arco di Kyoya" è completato! 「ついに『京也編』完結！」 - Tsuini “Kyōya-hen” kanketsu! | 29 giugno 2012 ISBN 978-4-7986-0422-0    |                             |
| 9  | Capitoli (traduzioni letterali dei titoli) - Prologo. Nessuna fuga dal presente e dal futuro - Capitolo 1. Battaglia infinita - Capitoli 2-4 - Epilogo 1-2 - Postfazione |                                          |                             |
| 10 | Il nuovo capitolo di Akatsuki è iniziato! 「第3勢力に上り詰めた暁月の新章開幕！」 - Dai 3 seiryoku ni noboritsumeta Akatsuki no shin fumi kaimaku! | 29 settembre 2012 ISBN 978-4-7986-0473-2 |                             |
| 10 | Capitoli (traduzioni letterali dei titoli) - Prologo. Un piccolo desiderio tenuto segreto - Capitoli 1-4 - Epilogo - Postfazione |                                          |                             |
| 11 | Un nuovo gruppo Noah lanciato da Akatsuki inizia a muoversi 「暁月が立ち上げた新団体ノアが動き出す」 - Akatsuki ga tachi ageta shin dantai Noa ga ugokidasu | 28 febbraio 2013 ISBN 978-4-7986-0566-1  |                             |
| 11 | Capitoli (traduzioni letterali dei titoli) - Prologo - Capitoli 1-3 - Epilogo - Postfazione |                                          |                             |

### Manga
Un manga disegnato da Haiji Nakasone è stato pubblicato dal 20 gennaio 2012 al 21 giugno 2013 sulla rivista online Comic Dangan edita da Hobby Japan. I vari capitoli sono stati raccolti in tre volumi tankōbon pubblicati tra il 27 luglio 2012 e il 27 agosto 2013.
| Nº | Data di prima pubblicazione | Data di prima pubblicazione | Data di prima pubblicazione |
| Nº | Giapponese                  | Giapponese                  |                             |
| -- | --------------------------- | --------------------------- | --------------------------- |
| 1  | 27 luglio 2012              | ISBN 978-4-7986-0428-2      |                             |
| 2  | 26 gennaio 2013             | ISBN 978-4-7986-0528-9      |                             |
| 3  | 27 agosto 2013              | ISBN 978-4-7986-0663-7      |                             |

### Anime

Logo della serie anime

Un adattamento anime prodotto dallo studio d'animazione Arms e diretto da Rion Kujou, è stato trasmesso in Giappone su AT-X e relative reti affiliate dal 6 luglio al 21 settembre 2012. La sigla d'apertura si intitola Realization ed è cantata da Faylan mentre quella di chiusura è Ai no sei de nemurenai interpretata da Aki Misato.

#### Episodi
| Nº        | Titolo italiano (traduzione letterale) Giapponese 「Kanji」 - Rōmaji | In onda           | In onda |
| Nº        | Titolo italiano (traduzione letterale) Giapponese 「Kanji」 - Rōmaji | Giapponese        |         |
| 0         | Hagure yūsha no estetica vs Queen's Blade Rebellion 「はぐれ勇者の鬼畜美学 vs クイーンズブレイド リベリオン」 - Hagure yūsha no kichiku bigaku vs Kuīnzu Bureido Riberion | 27 giugno 2012    |         |
| 0         | L'eroe Akatsuki deve affrontare alcune guardiane che vogliono impedirgli di fare ritorno nel suo mondo di origine, la Terra. Il giovane riesce a sconfiggerle tutte senza fatica e poi attraversa il portale. |                   |         |
| 1         | Un nuovo gioco difficile 「強くてニューゲーム」 - Tsuyokute Nyū Gēmu | 6 luglio 2012     |         |
| 1         | Akatsuki Ousawa, un terrestre convocato nel mondo di Alazzard, ha recentemente sconfitto il Signore Oscuro che minacciava il regno. Fugge attraverso una foresta inseguito da alcune cameriere guerriere che sconfigge rubando loro la biancheria intima. Al ritorno a casa viene rivelato che ha portato con sé Miu, la figlia del Signore Oscuro che gli è stata affidata da suo padre come suo ultimo desiderio. Insieme frequentano gli esami di ammissione per una scuola speciale chiamata Babel dove entrambi si dimostrano straordinariamente dotati nella magia basata sul combattimento. Alla fine Akatsuki ha un incontro con il presidente del consiglio studentesco Kyoya Hikami. |                   |         |
| 2         | Il legame dell'acqua santa 「聖水の絆」 - Seisui no kizuna | 13 luglio 2012    |         |
| 2         | Miu considera di uccidere Akatsuki nel sonno, ma ci ripensa in quanto quest'ultimo riesce a difendersi in modo insolito mentre dorme. Entrambi si iscrivono a una scuola speciale per le persone che sono tornate da altri mondi con poteri magici. Akatsuki si mette immediatamente nei guai picchiando il bullo della classe Onizuka, guadagnandosi l'attenzione del Comitato Disciplinare della scuola (COCOON), in particolare il vicepresidente del consiglio studentesco, Haruka Nagase, che Akatsuki aggrava deliberatamente riuscendo a rubare la sua biancheria intima. Akatsuki viene poi accidentalmente rinchiuso in un ripostiglio con Miu e le sue compagne di classe Kuzuha Doumoto e Chikage Izumi. Doumoto ha bisogno di andare in bagno, e Akatsuki si occupa della situazione manipolando magicamente i punti di pressione sui corpi di Miu e Chikage, pensando che non sarebbe stato imbarazzante per Doumoto se tutte e tre le ragazze si fossero bagnate, cosa che poi fanno. Dopo averlo picchiato, le tre giovani si fanno la doccia insieme e finiscono per diventare amiche grazie alla loro nuova antipatia reciproca per Akatsuki, lasciando Miu a chiedersi se quest'ultimo si sia comportato così di proposito per permetterle di fare amicizia. |                   |         |
| 3         | Diventare adulto 「大人になるには」 - Otona ni naru niwa | 20 luglio 2012    |         |
| 3         | Il consiglio studentesco ordina a Kuzuha, in qualità di rappresentante di classe, di vegliare su Akatsuki e di riferire loro le sue azioni. In quest'occasione si scopre che è preoccupata di andare a scuola con studenti molto più grandi di lei. Akatsuki la rallegra e le dice di fare come ha chiesto il consiglio studentesco, dal momento che non lo dissuaderà minimamente. Più tardi, durante l'allenamento, gli studenti scoprono che una coccatrice di basso livello è diventata troppo potente da gestire. |                   |         |
| 4         | L'eroe è tornato 「勇者の背中」 - Yūsha no senaka | 27 luglio 2012    |         |
| 4         | Akatsuki scopre come evocare il suo Arms Device, una grande spada demoniaca precedentemente usata dal Signore Oscuro, il padre di Miu, e dopo aver eliminato la coccatrice, scopre il colpevole, il quale non era altri che una delle vittime di Onizuka che voleva vendicarsi dei torti subiti. Il colpevole viene successivamente congelato nel ghiaccio dal presidente del consiglio studentesco. Dopo aver aiutato Miu a riprendersi con la magia curativa e averla aiutata a venire a patti con la perdita di suo padre, Akatsuki incontra uno studente di classe A, Kaido Motoharu, che lo attacca per misurare la sua forza. |                   |         |
| 5         | Un giorno da trascorrere insieme nel fine settimana 「ただ、そんな休日の一時を」 - Tada, sonna kyūjitsu no hitotoki o | 3 agosto 2012     |         |
| 5         | Akatsuki si unisce a Miu e alle sue amiche per una gita al centro commerciale in modo che Miu possa creare nuovi ricordi felici. All'inizio Akatsuki sembra sbirciare Miu mentre si prova i reggiseni nel camerino, ma per via della sua grande conoscenza di questo genere di cose, finisce per aiutarla a trovarne uno che le stia perfettamente. Intanto sul luogo vi è anche Haruka, la quale vuole acquistare nuova biancheria intima esotica, sperando che Akatsuki non riesca a togliergliela facilmente. |                   |         |
| 6         | Sleipnir! La moto supersonica 「超音速！スレイプニル」 - Chōonsoku! Sureipuniru | 10 agosto 2012    |         |
| 6         | Kaido presenta Akatsuki al direttore del dipartimento meccanico della scuola dove vedono Sleipnir, una potente moto magica che respinge chiunque ritenga indegno di guidarla. Inizialmente rifiuta Akatsuki, ma dopo aver appreso che suo padre guidava il mezzo, diventa più determinato e sottomette Sleipnir. Tuttavia, quando Haruka tenta di rimuovere il ragazzo dalla moto, Sleipnir risponde disintegrando i suoi vestiti. Akatsuki ha pietà di lei e le dà la sua giacca. Più tardi Akatsuki si unisce al consiglio studentesco per affrontare una situazione riguardante alcuni ostaggi e riesce a salvare una ragazza. Haruka lo rimprovera per essere stato spericolato e arrogante, fino a quando la madre della giovane ragazza ringrazia erroneamente Haruka per aver salvato sua figlia. In un'altra parte dell'edificio, Kaido affronta un terrorista mentre rivela che potrebbe essere più pericoloso di quanto sembri. Più tardi Haruka, che inizia ad essere attratta da Akatsuki, restituisce la sua giacca a Miu in quanto è troppo agitata per farlo personalmente. |                   |         |
| 7         | Un panico brutale sulla spiaggia! 「渚の鬼畜パニック！」 - Nagisa no kichiku Panikku! | 17 agosto 2012    |         |
| 7         | Akatsuki e i suoi amici vanno in spiaggia e si uniscono a una versione speciale di chiapparello in cui bisogna togliere il costume da bagno al prossimo. Usando le sue notevoli abilità, Akatsuki riesce a rimuovere la parte superiore del bikini di ogni ragazza sulla spiaggia, inclusa Haruka che perde anche gli slip. Tuttavia, Akatsuki viene squalificato durante il suo tentativo di rimuovere quello di Miu perché lascia involontariamente l'area di gioco designata. Nel frattempo, ad Alazzard, l'imperatore Baram di Disdia scopre che Miu è sulla Terra e manda Phil Barnett a catturarla. |                   |         |
| 8         | Che il torneo di valutazione di Babel abbia inizio 「BABELランキング戦、開始」 - BABEL Rankingu sen, kaishi | 24 agosto 2012    |         |
| 8         | È arrivato il torneo annuale di Babel, tenuto per misurare la forza degli studenti. Akatsuki, Miu, Kazuha e Chikage si alleano e sottomettono facilmente tutti gli avversari. Giunta la sera, Akatsuki accetta la sfida del consiglio studentesco di combatterlo. Tuttavia la loro prova viene interrotta da Kaido, che avverte che la barriera magica che protegge gli studenti dall'essere effettivamente feriti è stata sabotata e se combattono ora si uccideranno a vicenda per errore. |                   |         |
| 9         | In una così bella notte illuminata dalla Luna 「こんなにも綺麗な月夜の晩に」 - Konna nimo kirei na tsukiyo no ban ni | 31 agosto 2012    |         |
| 9         | L'intruso si rivela essere Phil, che insegue Miu ferendo gravemente tutti gli altri che hanno incrociato il suo cammino. Mentre Phil si confronta con Miu, rivela che quest'ultima sarà giustiziata pubblicamente per scopi politici e quindi tenta di aggredirla sessualmente. Akatsuki arriva proprio mentre Miu versa una lacrima e giura di farla pagare al suo aggressore. |                   |         |
| 10        | Il posto a cui appartengo 「ボクの居場所」 - Boku no ibasho | 7 settembre 2012  |         |
| 10        | Dopo una feroce battaglia, Akatsuki sconfigge Phil. Pensando che né Alazzard né la Terra siano al sicuro finché lei sarà viva, Miu salta nel fiume ma viene salvata Akatsuki. Lui la convince a non suicidarsi e finisce per baciarla prima di crollare per una ferita avvelenata che ha ricevuto da Phil. Spogliandoli entrambi, Miu aiuta Akatsuki a guarire condividendo il suo calore corporeo, anche se ciò non era necessario in quanto il ragazzo era rimasto sveglio per tutto il tempo, provocando così il grande imbarazzo di Miu. A questo punto appare ancora una volta Phil che afferma che non si tratterà più contro Akatsuki. |                   |         |
| 11        | Prima che inizi il giorno 「夜明けが来る前に」 - Yoake ga kuru mae ni | 14 settembre 2012 |         |
| 11        | Phil evoca un enorme drago e si fonde con esso. Per dare tempo ad Akatsuki di riprendersi dal veleno, Miu e gli altri ingaggiano un duello con il nemico. Quando il giovane si riprende e si unisce al combattimento, il drago usa la sua arma a soffio per cancellare tutto ciò che lo circonda. |                   |         |
| 12        | Il mondo ti sta osservando 「世界が君を見つめて」 - Sekai ga kimi o mitsumete | 21 settembre 2012 |         |
| 12        | Akatsuki protegge gli altri dall'esplosione ma perde la sua capacità di evocare la sua spada demoniaca. Tuttavia, con l'aiuto di Miu riesce a evocare la sua arma e sbloccarne tutta la potenza che usa per uccidere il drago. Poco dopo, Miu rivela la verità su se stessa a Kuzuha e Chikage. Intanto i membri del COCCOON analizzano gli eventi recenti e il loro impatto sui loro piani. Successivamente Akatsuki e la sua squadra si classificano primi nel torneo e passano alla classe A. Dopo questa serie di eventi, Akatsuki e Miu trascorrono un po' di tempo insieme e il primo si rende conto che Alazzard è in subbuglio e decide di farvi ritorno per verificare la situazione. Miu, Chikage e Kuzuha insistono per andare con lui, e sopraggiungono anche Haruka e Kaido che vogliono dargli una mano. |                   |         |
| Special 1 | Una nuova tuta da combattimento? 「新しい戦闘服?」 - Atarashī sentō-fuku? | 26 settembre 2012 |         |
| Special 1 | Miu si lamenta con Doumoto per via della sua divisa che mette troppo in risalto il seno. L'amica allora le spiega che la materializzazione degli Arms Device è collegata al subconscio di ogni persona, così Miu prova a concentrarsi ma vengono creati solamente dei vestiti troppo vistosi. |                   |         |
| Special 2 | Cosa bisogna fare per essere una donna adulta? 「大人の女になるには?」 - Otona no on'na ni naruniha? | 24 ottobre 2012   |         |
| Special 2 | Chikage spiega a Miu e Doumoto che per essere una donna adulta bisogna saper cucinare e mettersi un grembiule apposito. Poco dopo arriva Akatsuki che decide di stimolare con la magia i feromoni di Chikage e Miu, sostenendo una sua tesi sull'argomento. |                   |         |
| Special 3 | Il legame dell'acqua santa - Episodio del Consiglio Studentesco 「聖水の絆・生徒会篇」 - Seisui no kizuna seito-kai-hen | 28 novembre 2012  |         |
| Special 3 | Haruka racconta a Minami di essersi procurata una biancheria difficile da togliere e decide di provarsela assieme a lei. Tuttavia l'intimo è chiuso ermeticamente da una chiave che Haruka ha dimenticato a casa e Minami ha uno stimolo, così arriva Akatsuki e le fa liberare dinanzi a lui, affermando che sarebbe stato il loro segreto. |                   |         |
| Special 4 | Bagno misto sulla riva 「渚の混浴」 - Nagisa no kon'yoku | 26 dicembre 2012  |         |
| Special 4 | Miu, Doumoto e Chikage si stanno godendo le terme create grazie alla combinazione dei loro poteri e chiacchierano tranquillamente. Ad un certo punto arriva Akatsuki che fa una magia a Miu e Chikage per farle sparire la stanchezza e poi decide di approfittarsi di tutte e tre. |                   |         |
| Special 5 | Un'altra storia nella battaglia per il ranking - Un'altra versione sexy 「ランキング戦番外編 お色気Anotherバージョン」 - Rankingu-sen bangai-hen o iroke Another Bājon | 30 gennaio 2013   |         |
| Special 5 | Miu e Haruka rimangono vittime del veleno di uno slime e così Akatuki dice ad entrambe di spogliarsi per curarle. Siccome quest'ultime si rifiutano, Akatsuki le spoglia di sua mano e le cura, dopodiché fa lo stesso con le altre guerriere della zona. |                   |         |
| Special 6 | Miu, la bellissima demone guerriera 「魔族の美闘士・ミウ」 - Mazoku no bi tōshi Miu | 27 febbraio 2013  |         |
| Special 6 | Miu e Haruka finiscono su Alazzard e incontrano Listy con cui fanno squadra per sventare una minaccia che si rivela essere un mostro tentacolare, che le cattura e le palpeggia. Alla fine si scopre che era tutto frutto di un sogno di Miu. |                   |         |

## Accoglienza
Rebecca Silverman di Anime News Network recensì i primi episodi dell'anime sostenendo che era una serie fin da subito chiara a quale pubblico era indirizzata, per via della costante presenza di scene ecchi. Tutti i personaggi fatta eccezione di Miu erano rigorosamente monocromatici, con gli occhi e i capelli dello stesso colore, e questo faceva risaltare con pochissimo sforzo il cast di supporto. Tuttavia non aiutava il fatto che praticamente tutti erano di corporatura robusta e con espressioni semplici, leggermente tozze e occhi perfettamente rotondi. Dalla maggior parte delle angolazione le gambe sono sproporzionatamente spesse e vi era una netta mancanza di fluidità nell'animazione. Il design di Miu era il più caratteristico con le sue trecce rosa e gli occhi turchesi, ma in realtà le sue caratteristiche distintive erano i suoi seni. Il problema centrale dell'opera era il protagonista Akatsuki, il quale mostrava più buon senso e consapevolezza degli argomenti sessuali rispetto alla maggioranza degli harem. Durante il sesto episodio l'eroe mostra di non essere uno stupido come vuole fare credere e durante la serie dimostra atti di gentilezza nei confronti di Miu e delle altre ragazze e inoltre riusciva a tirarsi sempre fuori dai guai con rapidità. In sostanza gli spettatori si sarebbero trovati a disagio con il modo casuale in cui venivano rappresentate le sue azioni "predatorie" quando era in compagnia dei personaggi femminili. Sembrava proprio che Akatsuki non avesse problemi ad umiliare le ragazze, in particolare nella scena semi-infame in cui le costringe ad urinare dinanzi a lui, facendo capire che il suo essere un bravo ragazzo era semplicemente una facciata.
Tuttavia non era presente solo lui per quanto concerne il fanservice, difatti tutte le studentesse che frequentavano Babel portavano delle gonne molto corte e nell'episodio 6, Haruka rimane praticamente senza vestiti ed è costretta a volare in giro indossando solo la giacca di Akatsuki. Chikage invece si lasciava andare ad alcune avance indesiderate sulle sue compagne, e Miu era costantemente a disagio con il modo in cui le persone le guardavano il suo seno, facendola parlare con metafinzione. Tuttavia la nudità è censurata da alcuni cerchi magici rotanti oppure da barre di testo arcano, quindi si poteva vedere semplicemente la molestia piuttosto che le parti del corpo stesse. A partire dal sesto episodio, Hagure yūsha no estetica non sembrava andare da nessuna parte in termini di trama. Un gruppo terroristico è stato introdotto nella sesta puntata e il presidente del consiglio studentesco ha trascorso gran parte del tempo a essere minacciosamente misterioso, ma l'anteprima dell'episodio successivo mostrava tutte le ragazze in costumi da bagno succinti, il che non sembrava promettente dal punto di vista della trama. Secondo Silverman vi era da sperare che le light novel originali che avevano dato i natali a questa serie spiegassero meglio le motivazioni di Akatsuki, in quanto quest'ultimo era tutt'altro che simpatico. Con la sua animazione poco brillante, i design poco attraenti e la scomoda quantità di molestie sessuali, rendevano questa serie divertente per il pubblico previsto, ma la maggior parte avrebbe fatto meglio a starne alla larga.
Theron Martin dello stesso sito web trattò invece la serie completa definendo il protagonista maschile un bel stallone abbastanza capace, arrogante e abile nel gestirsi con le donne. Il risultato era qualcosa di alquanto insolito per il sottotema trattato, difatti si andavano a formare una serie di situazioni in cui il personaggio maschile era quasi invariabilmente in controllo delle circostante piuttosto che in balia di esse. La natura di Akatsuki mostrava un deliberato tentativo di mescolare elementi shōnen tradizionali con altri tipici degli harem dando dei risultati contrastanti. I protagonisti degli harem sono tipicamente milquetoast, ovvero timidi e reticenti, in modo che possano essere apprezzati dagli spettatori otaku che hanno un'esperienza romantica limitata o nulla con membri del sesso opposto, ma Estetica era una sorta di One Piece che suggeriva che c'era qualcosa di più. Secondo Martin i fan occidentali spesso si lamentavano di voler vedere i protagonisti degli harem più assertivi, ma il problema era che tali personaggi potevano facilmente attraversare un confine dall'essere giocosi all'essere aggressivi in modo raccapricciante e Akatsuki sembrava essere proprio il ritratto di ciò che desideravano.
La sceneggiatura faceva di tutto per mostrare quest'ultimo non come un asino lascivo ma bensì come qualcuno che avevano uno scopo specifico dietro le sue azioni, ad esempio in una scena accarezza il seno di una ragazza e le mostra effettivamente il modo corretto per adattare la sua ampia scollatura in un reggiseno oppure quando utilizza il trucco per rimuovere gli indumenti intimi come metodo per respingere le aggreditrici senza ferirle. In altri viene posto l'accento sul fatto che abbia un lato diabolico, sebbene sia mischiato a una certa quantità di galanteria, che dimostra con il giuramento di prendersi cura della figlia di un nemico sconfitto. Tuttavia, la serie vacillava sull'orlo con le sue giustificazioni così spesso che di tanto in tanto era inevitabile che finisse per superare il limite, come quando Akatsuki sfrutta la sua capacità di manipolazione dell'energia per far urinare delle ragazze che erano rimaste rinchiuse insieme a lui in uno stanzino. Al di là di questo aspetto, la premessa era essenzialmente solo un'altra scusa per avere individui dotati di superpoteri che vagavano e si radunavano in una particolare scuola. L'elemento riguardante il passare da un mondo a un altro era una svolta più rinfrescante, così come il protagonista maschile che faceva da protettore per la progenie di un nemico sconfitto, assieme ad altri indizi lasciati lungo la strada che suggerivano che la serie aveva un grande potenziale per un retroscena abbastanza interessante, anche se ciò non veniva mai approfondito in dettaglio. Anche le circostanze di Miu attiravano lo spettatore, anche se il disagio del suo adattamento in un nuovo mondo non veniva mai enfatizzato molto come invece accadeva in Hataraku maō-sama! e la posizione imbarazzante in cui si trovava a causa della sua continua esistenza che potenzialmente metteva in pericolo sia le persone intorno a lei che le persone di Alazzard non si presentavano fino al termine della serie. Quando però ciò accadeva, veniva data molta enfasi e la serie si concludeva con le implicazioni che le conseguenze del salvarla e proteggerla erano tutt'altro che finite.
Estetica voleva anche essere una serie d'azione super potente, ma tale concetto andava migliorato; ciò che poteva fare Akatsuki con il suo potere era abbastanza accurato, ma l'animazione semplicemente non era abbastanza efficace per mettere in scena combattimenti prolungati, il che di solito si traduceva in molte scorciatoie anche nelle scene in primo piano. La caratterizzazione, sebbene non profonda, era in realtà la migliore caratteristica, poiché c'era un senso genuino di Miu e delle altre due ragazze che si univano come amiche e compagne di squadra. Arms fece un buon lavoro nelle scene dedicate al fanservice, curando il design dei personaggi, sia maschili che femminili, erano invariabilmente sexy e le esibizioni di indumenti intimi e dei corpi femminili nudi erano frequenti, anche se Arms aveva fatto di meglio altrove. Nel complesso si rivelava un'opera ben fatta ma non eccezionale e l'animazione delle scene d'azione era limitata finiva per ridurre l'impatto visivo che poteva offrire.
La serie faceva di meglio con la colonna sonora, lodando il forte brano rock Realization utilizzato come sigla d'apertura, così come la canzone di chiusura dedicata a Miu. La colonna sonora generale era spesso orchestrata e svolgeva un buon lavoro nel creare l'atmosfera per i contenuti più seri, anche se era un po' più traballante nelle parti più piatte e frivole. Estetica si concludeva proprio quando la trama stava finalmente iniziando a prendere il sopravvento dando così inizio a quello che presumibilmente sarebbe stato il successivo arco narrativo, dando quindi la sensazione che questa serie sarebbe dovuta durare 24 episodi piuttosto che 12, portando così gli appassionati a recuperarsi i numeri delle light novel per scoprire come sarebbe proseguita la storia. Anche se la serie non eccelleva in nulla, alla fine mostrava di avere una trama e poteva funzionare decentemente come una serie fantasy/d'azione/harem nel mondo moderno a misura di fan. Tuttavia erano presenti numerosi anime migliori che trattavano argomenti simili.